# Comuna Coșoveni, Dolj
Coșoveni este o comună în județul Dolj, Oltenia, România, formată numai din satul de reședință cu același nume.

## Demografie
Componența etnică a comunei Coșoveni
     Români (74,68%)
     Romi (17,48%)
     Alte etnii (0,09%)
     Necunoscută (7,75%)
Componența confesională a comunei Coșoveni
     Ortodocși (90,95%)
     Alte religii (0,74%)
     Necunoscută (8,31%)
Conform recensământului efectuat în 2021, populația comunei Coșoveni se ridică la 3.238 de locuitori, în creștere față de recensământul anterior din 2011, când fuseseră înregistrați 3.237 de locuitori. Majoritatea locuitorilor sunt români (74,68%), cu o minoritate de romi (17,48%), iar pentru 7,75% nu se cunoaște apartenența etnică. Din punct de vedere confesional, majoritatea locuitorilor sunt ortodocși (90,95%), iar pentru 8,31% nu se cunoaște apartenența confesională.

## Politică și administrație
Comuna Coșoveni este administrată de un primar și un consiliu local compus din 13 consilieri. Primarul, Virgil Grigore[*], de la Partidul Social Democrat, este în funcție din octombrie 2020. Începând cu alegerile locale din 2024, consiliul local are următoarea componență pe partide politice:
|  | Partid                     | Consilieri | Componența Consiliului | Componența Consiliului | Componența Consiliului | Componența Consiliului | Componența Consiliului | Componența Consiliului | Componența Consiliului |
|  | -------------------------- | ---------- | ---------------------- | ---------------------- | ---------------------- | ---------------------- | ---------------------- | ---------------------- | ---------------------- |
|  | Partidul Social Democrat   | 7          |                        |                        |                        |                        |                        |                        |                        |
|  | Uniunea Salvați România    | 2          |                        |                        |                        |                        |                        |                        |                        |
|  | Partidul Național Liberal  | 2          |                        |                        |                        |                        |                        |                        |                        |
|  | Partidul Mișcarea Populară | 1          |                        |                        |                        |                        |                        |                        |                        |
|  | Forța Dreptei              | 1          |                        |                        |                        |                        |                        |                        |                        |